# Michael-Hakim Jordan
Michael-Hakim Jordan, częściej znany jako Mike Jordan (ur. 24 czerwca 1977 w Filadelfii) – amerykański trener koszykówki i były zawodowy gracz, który wcześniej był głównym trenerem męskiej drużyny koszykówki – "Lafayette Leopards".

## Kariera klubowa
Po występach w "Abington Friends School" Jordan rozpoczął karierę koszykarską na Uniwersytecie Pensylwanii, gdzie w latach 1999–2000 jako senior został wybrany "Graczem Roku Ivy League". Grając dla Quakers Jordan był częścią dwóch tytułów "Ivy League" w sezonie regularnym i wystąpił w turnieju NCAA w 1999 i 2000 roku.
Mierzący 183 cm rozgrywający próbował swoich sił w półprofesjonalnych ligach, takich jak: USBL, "International Basketball League" (2004–2014) i "National Rookie League". Przed sezonem regularnym 2000/2001 "National Basketball Association" próbował swoich sił w "Philadelphia 76ers" i "Boston Celtics", ale nie udało mu się podpisać kontraktu z żadnym z nich.
Od tego czasu grał w takich krajach, jak: Hiszpania, Wenezuela, Łotwa, Francja, a ostatnio w Artland Dragons, Quakenbrück i Köln, w Niemczech. W sezonie 2006–2007 grał we włoskiej Serie A dla Pallacanestro Cantù. W sezonie 2007/2008 grał dla Spirou Charleroi i PAOK BC. W późniejszej części sezonu 2008/2009 Jordan ponownie dołączył do Köln z Basketball Bundesliga. W sezonie 2009/2010, dołączył do Phoenix Hagen, również występującego w Basketball Bundeslidze.

## Kariera trenerska
Jordan rozpoczął pracę jako asystent trenera w 2012 roku pod wodzą swojego byłego kolegi z drużyny – Matta Langela. Z Raiders był częścią tytułów sezonu regularnego – Patriot League 2018/2019 i 2019/2020. W tym turnieju Patriot League 2019 i oferty w turnieju NCAA 2019. Jordan objął stanowisko asystenta trenera w męskiej koszykówce – Drexel Dragons na jeden sezon w latach 2020–2021, gdzie był w sztabie trenerskim "Dragons", który poprowadził drużynę do tytułu turniejowego CAA 2021 i miejsca w turnieju NCAA 2021. Powrócił do Colgate w następnym sezonie, gdzie po raz kolejny był w sztabie, który wygrał sezon regularny i turniej oraz kolejny występ Colgate w turnieju NCAA.
29 marca 2022 roku Jordan został mianowany następcą Frana O'Hanlona na stanowisku głównego trenera w Lafayette. W dniu 21 lutego 2023 roku Lafayette ogłosiło, że Jordan został umieszczony na płatnym urlopie administracyjnym, na czas zbadania złożonej przeciwko niemu skargi. Mike McGarvey został mianowany pełniącym obowiązki głównego trenera. 29 marca 2023 roku Jordan został zwolniony, pozostawiając McGarvey'a na stanowisku głównego trenera na stałe.